# CBBC
CBBC, noto in precedenza come Children's BBC, è un canale televisivo britannico edito dalla BBC, curato dal canale BBC Two e con una programmazione dedicata ai bambini e ragazzi dai 7 ai 18 anni.

## Storia
CBBC nasce l'11 febbraio 2002, insieme al canale gemello CBeebies destinato ad un pubblico al di sotto dei 6 anni, il nome era precedentemente utilizzato dell'emittente per contrassegnare tutti i contenuti della BBC Children's trasmessi sui canali BBC One e BBC Two.
Originariamente il canale condivideva le trasmissioni sul digitale terrestre con BBC Choice, sostituita poi da BBC Three. Il 22 agosto 2008 è stato annunciato che il canale sarebbe stato disponibile in diretta sul suo sito web a partire dal 16 settembre dello stesso anno. La portata di trasmissione della CBBC si è ulteriormente ampliata con l'aggiunta del canale all'interno della piattaforma Sky in Irlanda a partire dal 12 maggio 2011.
Nel 2016, l'orario di trasmissione del canale è stato esteso di due ore fino alle 21:00, rispetto all'orario originale che prevedeva le trasmissioni fino alle 19:00. Ogni notte, a causa dell'interruzione di trasmissioni della BBC Three come canale lineare, le trasmissioni di CBBC sono state successivamente spostate sulla piattaforma streaming BBC iPlayer. Il 2 marzo 2021, con l'imminente rilancio di BBC Three come canale televisivo, è stato annunciato che le ore di trasmissione della CBBC sarebbero state nuovamente ridotte fino alle 19:00.
Il 22 maggio 2022 la BBC ha annunciato l'intenzione di interrompere la produzione dei canali televisivi CBBC e BBC Four, come parte di tagli e altri cambiamenti incentrati sulla creazione di una piattaforma digitale interamente dedicata ai contenuti dell'emittente. Il trasferimento doveva inizialmente essere effettuato a partire dal 2025; Tuttavia, con la presentazione del palinsesto 2024-25, è stato annunciato che l'operazione di chiusura dei canali era stata ufficialmente sospesa. Patricia Hildago, direttrice della sezione BBC Children's and Education, ha spiegato che tale decisione era dovuta principalmente anche a causa delle preoccupazioni che avrebbe privato i giovani telespettatori di lunga data dell'accesso e, sostanzialmente, avrebbe tagliato fuori il canale per coloro che si trovano in aree con scarsa connettività internet.

## Loghi

Children's BBC (1997-2002)
2002-2005
2005-2007
2007-2016
2016-2023
2023-presente